# Sam Newsome
Same Newsome (Salisbury, 28 april 1965) is een Amerikaanse jazzsaxofonist.

## Biografie
Newsome groeide op in Hampton en begon op 15-jarige leeftijd te werken met muzikanten als James Genus, Steve Wilson en Billy Drummond. Na afsluiting van de highschool bezocht hij vanaf 1983 het Berklee College of Music in Boston, waar hij saxofoon studeerde bij Bill Pierce, Andy McGhee en George Garzone en compositie bij Hal Crook, Fred Lipsius en Herb Pomeroy. Uit deze periode zijn ook zijn relaties afkomstig met muzikanten als Danilo Pérez, Javon Jackson, Cyrus Chestnut, Mark Whitfield, Antonio Hart en Mark Turner.
Na beëindiging van de studie toerde Newsome in de zomer van 1988 met het kwintet van Donald Byrd (met Donald Brown, Ron McWhorter en Billy Kilson) door de Verenigde Staten en Europa. In het daaropvolgende jaar ging hij naar New York, waar hij speelde met Donald Harrison, Roy Haynes, Mark Whitfield en James Genus. Tijdens een optreden met Justin Robinson in de Blue Note Jazz Club werd Terence Blanchard op hem opmerkzaam, tot wiens band hij vijf jaar behoorde. Tijdens deze periode werkte hij mee aan drie cd's en meerdere film-soundtracks.
In 1996 formeerde Newsome de band Global Unity met de zangeres Elisabeth Kontomanou, de oudgediende Amos Hoffman, de gitarist Marvin Sewell, de pianist Jean-Michel Pilc, de bassist Ugonna Okegwo en de percussionisten Gilad en Satoshi Takeishi. Met deze band nam hij twee albums op.
Sinds 2007 werkt Newsome in opdracht van het Jerome Composers Commissioning Program (JCCP) en het New York State Council for the Arts (NYSCA) aan composities voor saxofoonsolo's.

## Discografie
- 1990: Sam I Am (Criss Cross) met Billy Drummond, James Genus, Mulgrew Miller, Steve Nelson
- 1997: Sam Newsome & Global Unity (Palmetto)
- 1998: The Tender Side of Billy Strayhorn (SteepleChase) met Bruce Barth, Matt Wilson
- 2000: Straighthorn
- 2000: This Masquerade  (SteepleChase) met Bruce Barth, Gene Jackson, Ugonna Okegwo
- 2001: Global Unity met de band en Melainie Baker, Matt Balitsaris, Jeff Berman, Adam Cruz, Gilad Dumbek, Kahlil Kwame
- 2006: Sam Newsome’s Groove Project 24/7 (Satchmo Jazz Records) met Jerome Harris, Greg Lewis
- 2006: Monk Abstraction
- 2012: Art of the Soprano, Vol. 1, solo
- 2017: Sam Newsome/Jean-Michel Pilc: Magic Circle
- 2019: Chaos Theory

- Bibsys: 5027696
- Bibliothèque nationale de France: cb139523683 (data)
- Gemeinsame Normdatei: 1128739089
- International Standard Name Identifier: 0000 0000 5160 1624
- Library of Congress Control Number: nr94034326
- MusicBrainz: a77479af-c058-4c82-8623-5e16c0aa1297
- Virtual International Authority File: 46952196
- WorldCat: E39PBJcR8RwC9C3rC6pPHhBByd